# AIM-132 ASRAAM
AIM-132 ASRAAM (Advanced short range air-to-air missile) är en jaktrobot utvecklad av BAe Dynamics för att ersätta AIM-9 Sidewinder.

## Historia
På 1980-talet undertecknade flera NATO-länder ett samarbetsavtal som gick ut på att USA skulle utveckla en ny jaktrobot med lång räckvidd för att ersätta AIM-7 Sparrow medan de europeiska länderna skulle utveckla en ersättare för AIM-9 Sidewinder. Det amerikanska projektet ledde fram till AIM-120 AMRAAM, men det europeiska projektet kom till sist att bli den nästan helt brittiska AIM-132 ASRAAM.
Den europeiska roboten var ursprungligen tänkt att utvecklas och tillverkas av ett consortium bestående av brittiska BAe Dynamics, franska Matra och tyska Bodensee Gerätetechnik GmBH (BGT) och grundades på en tidigare prototyp från Hawker Siddeley. Dessvärre var kraven från brittiska Royal Air Force och tyska Luftwaffe oförenliga på många viktiga punkter. Britterna ledde utvecklingen mot en robot med hög hastighet och längre räckvidd medan tyskarna ansåg att AMRAAM dög utmärkt för det ändamålet och ville i stället ha en mer manövrerbar robot för närstrid likt den franska R.550 Magic.
Efter Tysklands återförening 3 oktober 1990 fick Luftwaffe tillgång till jaktplanet MiG-29 och jaktroboten Vympel R-73 från Östtysklands flygvapen. R-73 visade sig vara ett mycket avancerat vapen som var överlägset både Sidewinder och den planerade ASRAAM. Både kostnaden för återföreningen och det faktum att man nu hade tillgång till en mycket kvalificerad jaktrobot gjorde att Tyskland drog sig ur ASRAAM-samarbetet. I stället började man 1995 utveckla en ny robot baserad på teknik från R-73 som kom att bli IRIS-T. Även Frankrike drog sig ur och koncentrerade sig på MICA-roboten.
Både av rädsla för att hela ASRAAM-projektet skulle så om intet och för att möta hotet från R-73 började Raytheon Company 1991 att utveckla en modernisering av Sidewinder-roboten kallad AIM-9X. Denna robot kunde avfyras mot mål upp till 90° åt sidan och piloten kunde välja mål med hjälp av ett hjälmsikte.
Storbritannien däremot hade plöjt ner flera hundra miljoner brittiska pund i projektet och ansåg, till skillnad från de flesta andra länder, att hög fart var den viktigaste faktorn. Man valde därför att sätta ASRAAM i produktion med samma målsökare som AIM-9X. Kontraktet gick till BAe Dynamics 1992 och de första provskjutningarna genomfördes 1994. 1998 tecknade Australien kontrakt med BAe Dynamics för ASRAAM-robotar för deras F/A-18 Hornet. Leverans till RAF påbörjades 1999, men fullskalig leverans kom igång först 2002 efter att vissa tekniska problem med robotarna hade lösts.

## Konstruktion
ASRAAM är ungefär lika lång som en Sidewinder, men flygkroppen är 30% grövre vilket ger plats för en avancerad raketmotor med hög specifik impuls som ger den både snabbare acceleration och högre maxhastighet. Avsaknaden av fenor i nosen ger lägre luftmotstånd, men ger också sämre manöverförmåga. ASRAAM har också möjlighet att låsa på mål efter avfyring.